# Кения на летних Олимпийских играх 1996
Кения принимала участие в Летних Олимпийских играх 1996 года в Атланте (США) в девятый раз за свою историю, и завоевала одну золотую, четыре серебряных и три бронзовых медали.

## Золото
- Лёгкая атлетика, мужчины, 3000 метров, бег с препятствиями — Джозеф Кетер.

## Серебро
- Лёгкая атлетика, мужчины, 10000 метров — Пол Тергат.
- Лёгкая атлетика, мужчины, 5000 метров — Пол Биток.
- Лёгкая атлетика, мужчины, 3000 метров, бег с препятствиями — Мозес Киптануи.
- Лёгкая атлетика, женщины, 5000 метров — Паулина Конга.

## Бронза
- Лёгкая атлетика, мужчины, 800 метров — Фред Онянча.
- Лёгкая атлетика, мужчины, 1500 метров — Стивен Кипкорир.
- Лёгкая атлетика, мужчины, марафон — Эрик Вайнайна.